# Dreikönigsdenkmal

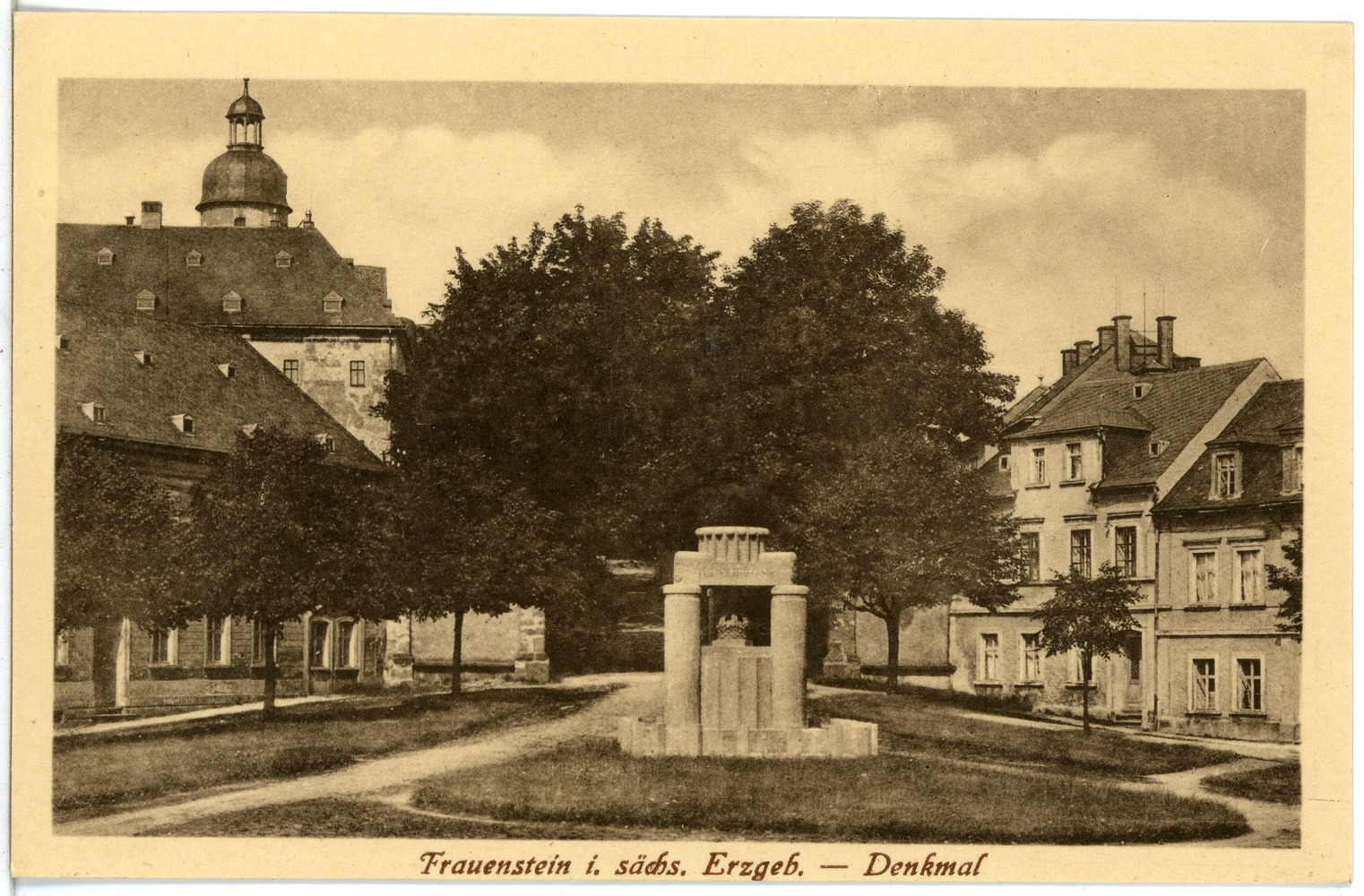
Dreikönigsdenkmal in Frauenstein (1918)

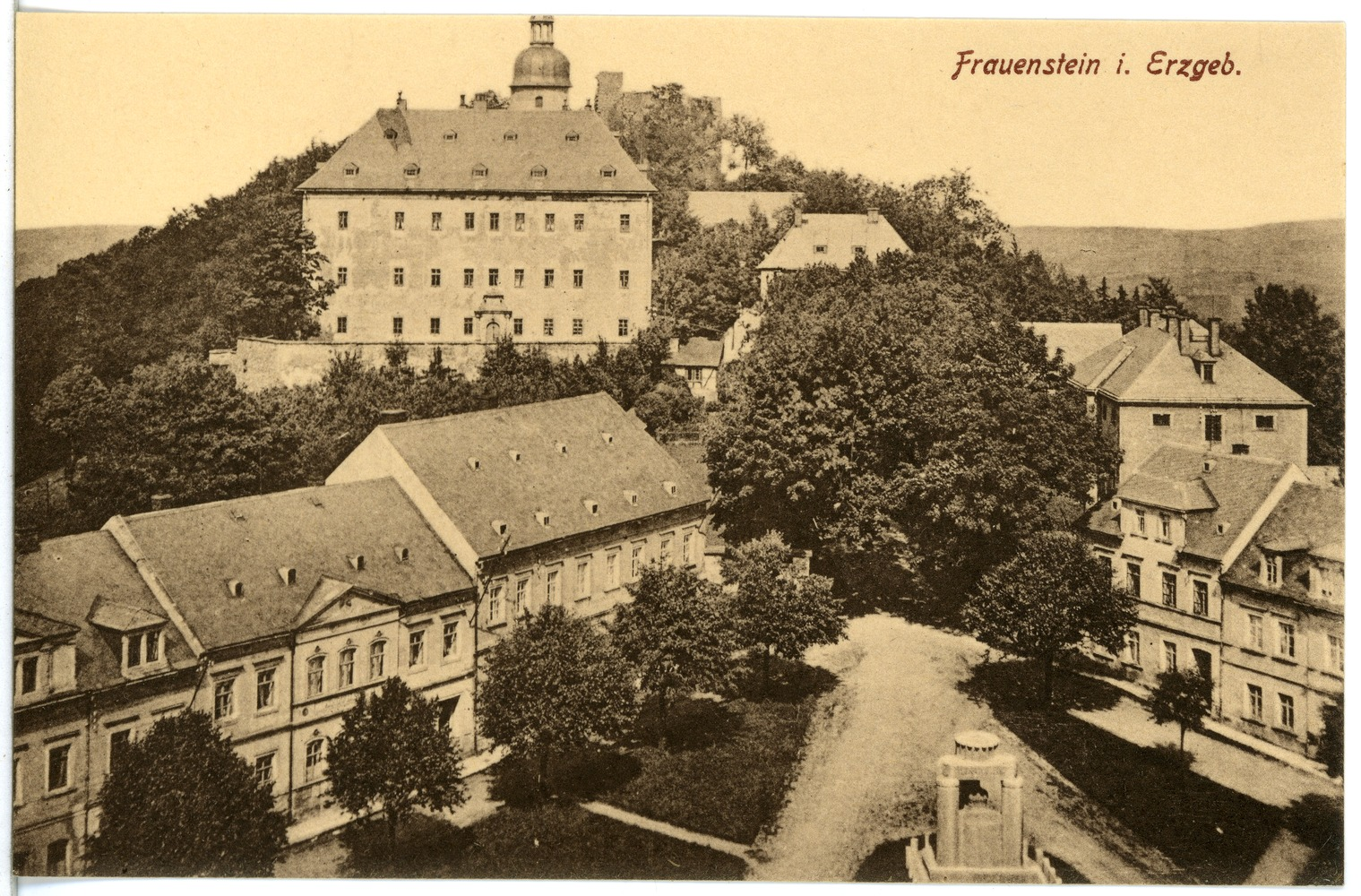
Blick vom Kirchturm auf das Denkmal und zum Schloss (1918)

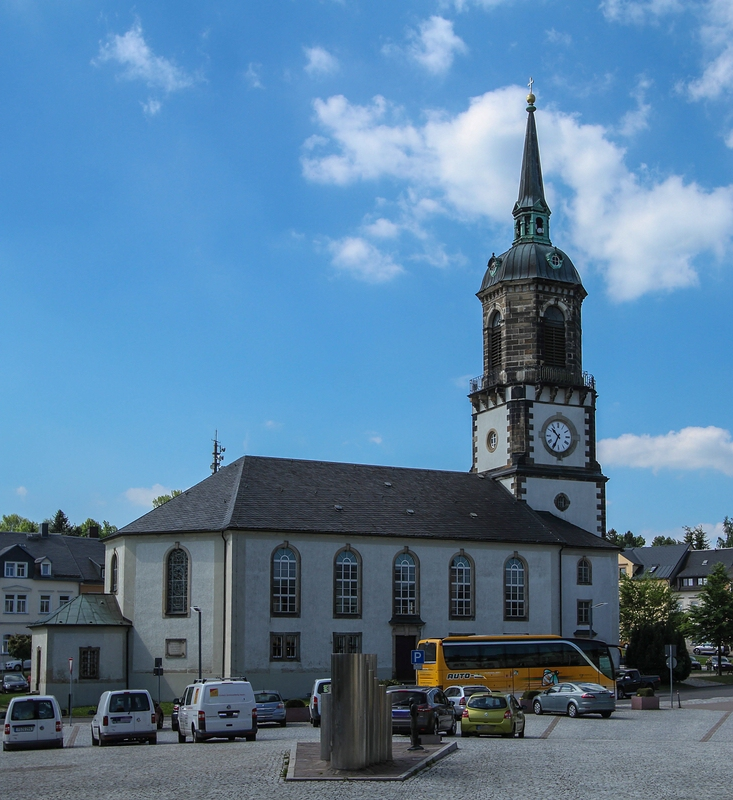
Standort des Denkmals heute mit Orgelbrunnen und Kirche dahinter

Das Dreikönigsdenkmal, auch Dreikönigdenkmal, erinnerte in den Jahren von 1913 bis 1973 in der Stadt Frauenstein im Osterzgebirge an drei Könige aus dem Hause Wettin, die zu Beginn des 20. Jahrhunderts hintereinander über das Königreich Sachsen regierten. 

## Geschichte
Das Dreikönigsdenkmal wurde nach einem von dem aus Dittersbach stammenden Architekten Albin Müller aus Darmstadt im Jahre 1911 vorgelegten Entwurf in zweijähriger Bauzeit errichtet. Zum Dank dafür ernannte der Militärverein Frauenstein Albin Müller zu seinem Ehrenmitglied.
Das Denkmal erinnerte an drei Könige von Sachsen: Albert (regierte bis 1902), Georg (bis 1904) und Friedrich August III. (bis 1918). Seinen Standort hatte das Denkmal am Rand des Frauensteiner Marktplatzes unmittelbar neben Kirche und Schule.
Die Weihe des Denkmals fand im Jahre 1913 unter reger Beteiligung der Bevölkerung statt. Nach der Abdankung des letzten sächsischen Königs Friedrich August III. 1918 war in der neugegründeten Weimarer Republik die Erinnerung an die Monarchie und deren Denkmäler nicht mehr zeitgemäß. Das Dreikönigsdenkmal wurde daher im offiziellen Sprachgebrauch meist nur noch als Denkmal bezeichnet. 
Nach Ende des Zweiten Weltkrieges überstand das Dreikönigsdenkmal in der Sowjetischen Besatzungszone und den frühen Jahren der DDR dem politisch motivierten Abriss zahlreicher Denkmale aus der Zeit des Königreichs Sachsen und des Nationalsozialismus. Erst im Jahre 1973 wurde das Denkmal als nicht mehr zeitgemäß erachtet und sein Abriss in Auftrag gegeben. An der Stelle des Denkmals wurde ein Brunnen errichtet. Dieser Wasserspeicher wurde nach 1990 durch den neugeschaffenen Orgel-Brunnen ersetzt, der an Gottfried Silbermann erinnern soll.